# RoboCop 2
RoboCop 2 (bra/prt: RoboCop 2) é um filme estadunidense de 1990 dos gêneros de ação, ficção científica e cyberpunk, dirigido por Irvin Kershner. Sendo a sequência do aclamado RoboCop (1987), o filme é notório por sua produção conturbada, um tom significativamente mais sombrio e cínico, e um roteiro original controverso da lenda dos quadrinhos Frank Miller.
Apesar de uma recepção crítica amplamente dividida no lançamento, que criticou seu enredo complexo e violência extrema, RoboCop 2 foi um sucesso financeiro moderado e, ao longo dos anos, desenvolveu um status de clássico cult, sendo reavaliado por sua sátira social cáustica e seus efeitos especiais inovadores, especialmente o trabalho de stop motion de Phil Tippett.

## Enredo
Um ano após os eventos do primeiro filme, a cidade de Detroit está à beira da falência, endividada com a megacorporação Omni Consumer Products (OCP). A OCP, aproveitando-se da situação, força um estado de anarquia ao cortar os salários da força policial, provocando uma greve massiva e deixando a cidade à mercê do crime. O objetivo da OCP é forçar a prefeitura a ceder o controle total, permitindo a demolição da Velha Detroit para a construção da utópica Delta City.
Em meio ao caos, uma nova e altamente viciante droga de design chamada "Nuke" inunda as ruas. O cartel é liderado por Cain, um líder de culto carismático e messiânico que opera com a ajuda de sua namorada Angie e do jovem e violento Hob. O RoboCop (Alex Murphy) e sua parceira Anne Lewis lideram a resistência contra o cartel de Cain, mas Murphy é atormentado por fragmentos de sua vida passada, chegando a vigiar sua antiga casa e esposa.
Enquanto isso, a OCP acelera o desenvolvimento do projeto "RoboCop 2", visando criar um sucessor mais avançado e controlável. A Dra. Juliette Faxx, uma psicóloga corporativa antiética, assume o controle do projeto. Após uma série de fracassos desastrosos com policiais falecidos, Faxx teoriza que a forte moralidade dos oficiais de polícia é incompatível com a programação. Ela sugere usar criminosos violentos com desejo de poder e imortalidade, que seriam mais fáceis de manipular.
Durante um confronto brutal, RoboCop é emboscado pelo cartel de Cain. Seu corpo é desmembrado e as peças são despejadas em frente à sua delegacia. A OCP o reconstrói, mas, sob a influência de Faxx e um comitê de executivos, sua mente é sobrecarregada com centenas de diretivas contraditórias, tornando-o ineficaz e absurdamente politicamente correto. RoboCop, percebendo a manipulação, reinicia seu sistema ao eletrocutar-se, apagando todas as diretivas da OCP e restaurando sua personalidade original baseada em Alex Murphy.
Determinado a parar Cain, RoboCop confronta o cartel em uma usina abandonada. Com o apoio de uma força policial relutante, ele consegue ferir gravemente Cain e eliminar a maior parte de sua gangue, incluindo Angie e Hob. Vendo uma oportunidade, a Dra. Faxx seleciona o moribundo Cain como seu candidato para o projeto RoboCop 2. Ela desliga seu suporte de vida e transfere seu cérebro para um chassi cibernético monstruoso e pesadamente armado, mantendo sua dependência do Nuke como uma ferramenta de controle.
Durante a cerimônia de inauguração de Delta City, o "Velho", CEO da OCP, apresenta o RoboCop 2 (apelidado de "RoboCain"). No entanto, ao ver um recipiente de Nuke, a consciência de Cain assume o controle. A máquina enlouquece e ataca brutalmente a plateia. Incapaz de competir com a força bruta do monstro, o RoboCop original o engana, apresentando o frasco de Nuke. Enquanto RoboCain se distrai com a droga, RoboCop salta em suas costas, perfura seu casco e arranca o cérebro de Cain, esmagando-o no asfalto e finalmente destruindo a criatura.
Lewis e os executivos da OCP suspiram aliviados, mas Johnson, um dos executivos, já planeja como culpar a Dra. Faxx pelo desastre para evitar a queda das ações da OCP. Ao ouvir isso, Lewis comenta amargamente que RoboCop terá que se contentar, pois ele é "apenas humano".

## Elenco
| Ator/Atriz    | Personagem              | Notas |
| ------------- | ----------------------- | --- |
| Peter Weller  | Alex Murphy / RoboCop   | Reprisou seu papel, mas teve conflitos com a direção e o roteiro, sentindo que a complexidade do personagem foi reduzida. Usou um traje redesenhado, mais leve e flexível, mas ainda extremamente desconfortável. |
| Nancy Allen   | Anne Lewis              | A parceira de Murphy. Allen expressou descontentamento com o diretor Irvin Kershner, sentindo que ele priorizava os aspectos técnicos em detrimento da atuação.                                                   |
| Tom Noonan    | Cain                    | O principal antagonista e líder do culto da droga Nuke. Noonan interpretou o personagem com uma calma messiânica e "hippie", contrastando com a violência de suas ações.                                          |
| Belinda Bauer | Dr. Juliette Faxx       | A psicóloga corporativa antiética que desenvolve o projeto RoboCop 2. |
| Gabriel Damon | Hob                     | O jovem e sádico braço direito de Cain. O personagem foi um dos pontos mais controversos do filme devido à sua idade e crueldade.                                                                                 |
| Dan O'Herlihy | "O Velho" (The Old Man) | O CEO da Omni Consumer Products. |
| Felton Perry  | Donald Johnson          | Executivo da OCP que aparece no primeiro filme. |
| Robert DoQui  | Sargento Warren Reed    | O supervisor da delegacia de polícia, também retornando do primeiro filme. |

## Recepção

### Crítica contemporânea
Na época de seu lançamento, RoboCop 2 recebeu críticas majoritariamente mistas e negativas. O filme detém uma aprovação de 33% no Rotten Tomatoes, com base em 36 críticas, e uma pontuação de audiência de 36%.
Os críticos geralmente concordavam que os efeitos especiais eram impressionantes, mas muitos consideraram o roteiro confuso, superlotado e excessivamente cruel. Roger Ebert deu ao filme uma avaliação negativa, descrevendo-o como "uma confusão de ideias mal cozidas e inacabadas" e criticou a violência gratuita, especialmente a envolvendo o personagem infantil Hob, que ele chamou de "um pirralho cruel". Janet Maslin, do The New York Times, chamou o filme de "alegremente desagradável" e "super-roteirizado", mas admitiu que ele possuía uma energia maníaca. A revista Variety o descreveu como cínico e "mal-humorado", mas elogiou sua ambição e escala técnica.

### Reavaliação e Status Cult
Com o passar das décadas, RoboCop 2 passou por uma significativa reavaliação. Muitos críticos e fãs agora o consideram um clássico cult e uma das sequências mais subestimadas dos anos 90. Argumenta-se que sua sátira cáustica e seu tom implacavelmente sombrio estavam à frente de seu tempo. O que foi visto como uma falha em 1990 — sua anarquia tonal e cinismo avassalador — é hoje frequentemente interpretado como uma reflexão ousada e precisa da ansiedade cultural do final da Guerra Fria e do avanço do neoliberalismo. Sua crítica à burocracia, à mídia e à manipulação corporativa ressoa de forma ainda mais forte para o público moderno.